# Cristina Vlașin
Cristina Maria Vlașin (n. 11 septembrie 1980, Bistrița) este o cântăreață de jazz și soția poetului Gelu Vlașin, cu are 2 copii, Darius Andrei și David Mihai.

## Biografie
Studii:
- Școala de Muzică din Bistrița (1987-1995)
- Liceul de Arte din Baia Mare (1995-1999)
- Academia de Muzică „Gheorghe Dima” din Cluj-Napoca (2000-2005)

După ce a terminat Liceul de Artă din Baia Mare, și-a continuat studiile la Academia de Muzică Gheorghe Dima din Cluj, unde și-a dat licența cu lucrarea Creația lui Jacomo Puccini, culme a genului de operă - coordonator științific, conf. univ. dr. Gabriel Banciu.
Între 2005 și 2007, a predat educație muzicală, la Colegiul Infoel din Bistrița. 
A fost membră a corului „Antifonia”, dirijat de către Prof. Dr. Constantin Rîpă.
Este o fostă elevă a cântăreței Anca Parghel, alături de care a susținut mai multe concerte de jazz începând cu 2007 împreună cu Anca Parghel în clubul Green Hours din (București dar și în numeroase localități din Spania. Ulterior, la sfârșitul anului 2008, a susținut un concert la Madrid în memoria acesteia.
De-a lungul carierei a colaborat și cu alți muzicieni români cunoscuți, între care Anca Parghel, Mihai Melinescu, Tudor Anghelescu, Radu Șeu, Ioan Târziu, Szabolcs Trozner. Acestora li se adaugă și artiști din jazzul internațional (Nacho Camara, Nuria Elosegui, Pablo Perez Gil, Luis Antonio Martinez, David Sanz Reverte, Javi Navarro, Juanma Cremades).
În anul 2013 a devenit primul artist român invitat vreodată să cânte pe scena clubului Clamores Jazz - unul dintre cele mai renumite cluburi de jazz din Madrid. Concertul a fost susținut alături de membrii grupului Corcovado Rhythm Band.

## Activitate profesională
România
- Poetry Performance alături de Gelu Vlașin – 2007 Bistrița, Craiova, București.
- Placer de Tango alături de Anca Parghel Band

Spania
- Rumanía Poetry Performance – Colmenar Viejo (Madrid), Pedro Muñoz (Castilla la Mancha), Velilla de San Antonio (Madrid), Coslada (Madrid), Torrejon de Ardoz (Madrid), Villanueva de Pardillo (Castilla la Mancha) 2007-2008
- Noches de Jazz alături de pianistul argentinean Nacho Cámara în Madrid, Forum Intercultural - Biblioteca Națională a Spaniei (Madrid), Clamores Club Jazz alături de pianistul spaniol  David Sanz Reverte în (Madrid), Caravana culturii române în Spania - România din Diaspora alături de pianistul spaniol David Sanz Reverte în: Madrid, Coslada, Leganes, Parla, Valdemoro, Manzanares (Ciudad Real), Villarrobledo (Albacete)

## Media
România
TVR - Televiziunea Națională, RRI - Radio România Internațional, B1TV, PRO-TV International, ASTV Bistrița, Direct TV, Bistrița
Spania
Punto Radio, City Radio (Madrid), Radio Vallecas
Presă
RGN - Romanian Global News, Mediafax, Adevărul, Rompress, Agerpres, Răsunetul, Mesagerul, etc.